# Mehmet Okur
Mehmet Okur (nascut el 26 de maig de 1979 a Yalova, Turquia), és un jugador professional de bàsquet turc, que ha jugat a l'NBA. Està casat amb una ex Miss Turquia, l'actriu i model Yeliz Çalıskan, i tenen una filla anomenada Melisa, nascuda el 21 de març de 2007.